# Namuno
Namuno è un centro abitato del Mozambico situato nella provincia di Sofala ed è capoluogo dell'omonimo distretto; conta 85.393 abitanti (stima 2012).